# Ламберт, Кевон
Кевон Джамар Ламберт (англ. Kevon Jamar Lambert; 22 марта 1997, Лайонел-Таун, Кларендон, Ямайка) — ямайский футболист, полузащитник клуба «Сан-Антонио» и сборной Ямайки.

## Карьера

### Клубная
Ламберт начал заниматься футболом в Старшей школе Гленмуир, в 2012 году стал чемпионом молодёжного чемпионата Ямайки. Весной 2016 года Кевон был на просмотре в английском «Вест Хэм Юнайтед».
В сентябре того же года полузащитник заключил контракт с «Монтего-Бей Юнайтед», а в ноябре уже дебютировал в чемпионате Ямайки.
10 августа 2017 года Ламберт подписал контракт с американским клубом «Финикс Райзинг» из USL. Дебютировал за «Финикс Райзинг» 18 августа в матче против «Ориндж Каунти», выйдя на замену во втором тайме вместо Алессандро Риджи. 14 октября в матче заключительного тура сезона 2017 против «Портленд Тимберс 2» забил свой первый гол за «Финикс Райзинг». 6 декабря перезаключил контракт с клубом на сезон 2018. 12 декабря 2018 года подписал новый контракт с клубом. 22 декабря 2021 года подписал с клубом новый двухлетний контракт.
16 августа 2023 года Ламберт перешёл в клуб MLS «Реал Солт-Лейк», подписав контракт до конца сезона 2025. В высшей лиге США дебютировал 26 августа в матче против «Хьюстон Динамо», выйдя на замену на 83-й минуте вместо Джастена Глэда.
19 февраля 2024 года Ламберт был отдан в аренду клубу Чемпионшипа ЮСЛ «Сан-Антонио». Дебютировал за «Сан-Антонио» 9 марта в матче стартового тура сезона 2024 против «Лаудон Юнайтед».

### В сборной
В 2016 году Кевон принимал участие в матчах отборочного турнира к молодёжному чемпионату КОНКАКАФ 2017.
В феврале 2017 года Ламберт был вызван в состав сборной Ямайки для участия в товарищеском матче со сборной США, однако главный тренер не выпустил его на поле. Дебют полузащитника состоялся 23 июня во встрече со сборной Французской Гвианы.
Летом 2017 года Ламберт был включён в заявку своей команды для участия в Золотом кубке КОНКАКАФ.
Ламберт был включён в состав сборной Ямайки на Золотой кубок КОНКАКАФ 2019.
Был включён в состав сборной на Золотой кубок КОНКАКАФ 2023.

## Достижения
Командные
 «Финикс Райзинг»
- Победитель регулярного чемпионата Чемпионшипа ЮСЛ: 2019